# 제노바 지하철

Map

제노바 지하철(Metropolitana di Genova)은 이탈리아 제노바의 중심지에서 시 중심부의 북서쪽으로 향하여 리바롤로리구레 근교를 잇는 노선 하나로 구성된 경전철이다. 현재 제노바 시의 대중교통을 전담하는 아치엔다 모빌리타 에 트라스포르티 (AMT)가 관리한다.
총 길이 7.0km에 궤간은 1435mm (표준궤), 두 개의 선로가 있으며 750V 직류로 전철화되어있다. 트레니탈리아 본선 철도역 지하에 교외철도 지하역과 바로 환승되는 역 (프린치페 역)이 있다. 첫번째 구간은 1990년 월드컵이 열리던 때인 1990년 6월 13일에 개통되었으며, 길이는 2.5km, 브린 역에서 디네그로 역까지의 구간이었다. 1호선은 1992년에 프린치페 역까지, 2003년에 산도르조-카리카멘토 역까지, 2005년에 데 페라리 (페라리 광장에 있는 지하 역)까지, 2012년에 브리뇰레 역까지 각각 연장되었다.

## 역 목록

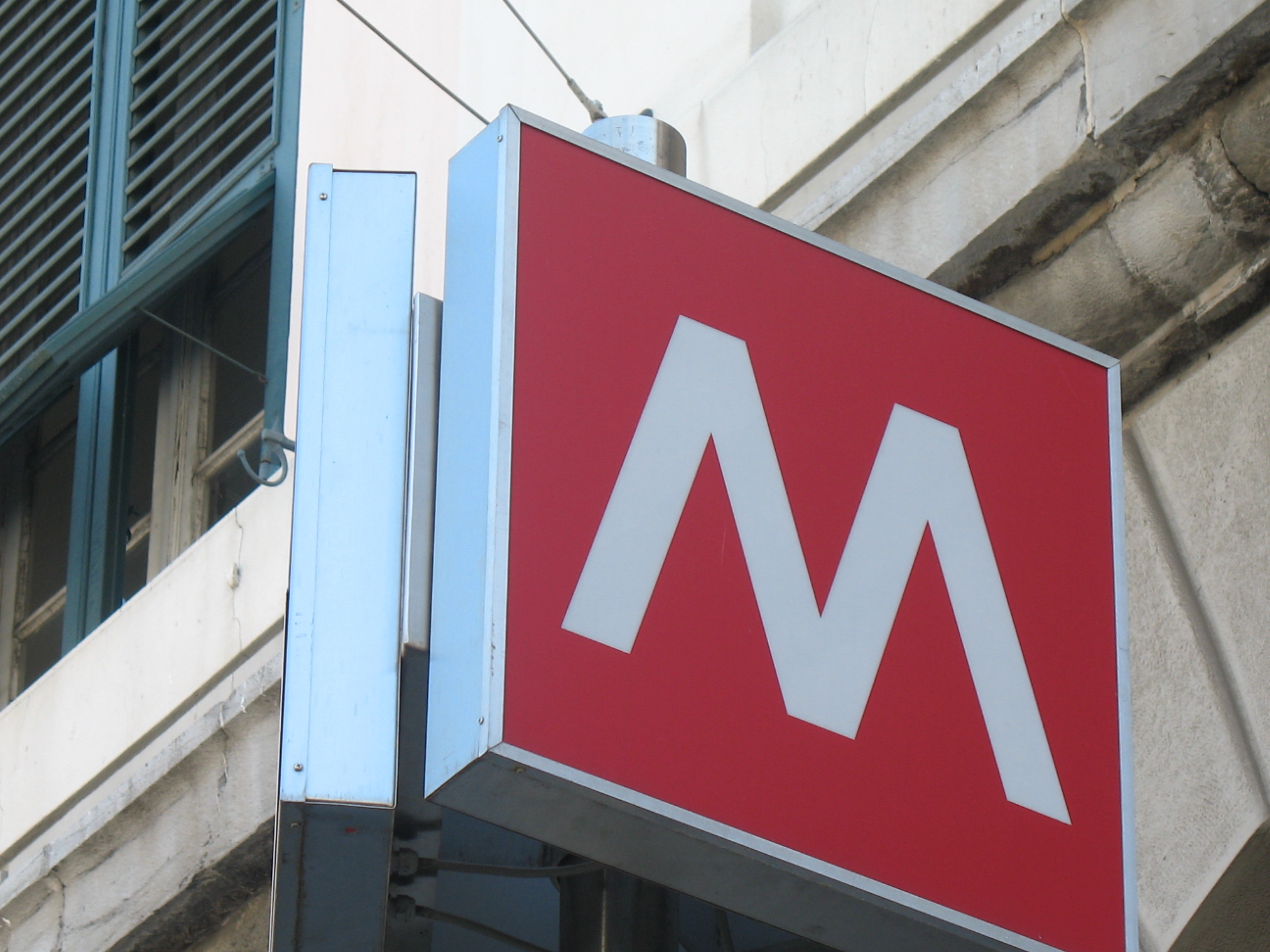
데 페라리 역 부근에 있는 지하철 표지판

제노바 지하철의 역은 다음과 같다.
- 브린 (체스토사)

북쪽 시종착역으로 제노바 시내의 체스토사 구 (브린 가)에 위치해 있다. 같은 구 내의 조그만 철도역과는 1km 떨어진 곳에 있다. 제노바 지하철 역 중에서도 유일하게 지상에 노출된 역이었다가, 또다른 시종착역인 브리뇰레 역이 개통하면서 지상역은 총 두 개가 되었다.
- 디네그로

제노바 서부와 발폴체베라 지역을 도심과 연결해 주는 여러 버스 노선과 트롤리 버스 노선의 터미널, 페리선 터미널, 그리고 제노바 비아 디 프란치아 철도역이 모인 곳에 위치한 역이다. 이 지역에는 산베니뇨 단지가 있는데 마티토네 빌딩과 기업 본사, 행정기관이 밀집해 있다.
- 프린치페

제노바 피아차 프린치페 철도역, 마리티마 역, 프린치페 궁전 박물관, 산 조반니 디 프레 성당과 가까운 거리에 위치해 있다. 인접한 철도역과 터널로 연결되어 있으며 2016년 4월 6일부터는 차량 환승 주차장도 생겼다. 역사 부근으로 여러 버스 노선의 종착 지점이 있으며 프린치페-그라나롤로 철도의 종착역도 자리잡고 있다.
- 다르세나

구시가지 서부에 위치한 역으로 제노바 해양박물관, 발디 로 (대학교 인문학과와 경제학과부가 자리함)가 근처에 있다. 역내에는 상설전시관인 아르케오메트로 (ArcheoMetro)가 있어 미니어처와 전시문을 통해 수세기에 걸친 제노바 항의 개발 역사를 전시해 놓고 있다.
- 산 조르조

재개발 지구인 포르토안티코 (카리카멘토 광장, 투라티 로, 카보우르 광장) 내에 위치해 있으며 부근에 제노바 아쿠아리움과 마가치니 델 코토네 컨벤션 센터가 있다. 역명은 출입구가 있는 산 조르조 궁전에서 따왔다.
- 사르차노/산타고스티노

구도심 내에서도 가장 오래된 지역에 위치한 역이다. 역 개통 이전에는 대중교통도 들어오지 못했던 지역이었다. 대학교 건축학부와 산타고스티노 박물관이 인접해 있으며 리구리아주 행정부와 기업 몇 곳이 입지해 있는 리구리 센터 단지도 이 역 근처에 있다.
- 데 페라리

제노바 신도심 중심부의 유동인구가 많은 데 페라리 광장에 위치한 역이다. 바로 앞에는 제노바 두칼레 궁전이 있으며, 9월 20일 로 끝자락, 카를로 펠리체 극장에서 조금 더 가면 있다.
- 브리뇰레

포체 구에서 발비사뇨 구로 넘어가는 지점에 있는 제노바 브리뇰레 철도역 (지하 통로로 바로 연결됨)에 위치해 있다. 브린 역처럼 지상 역으로 되어 있다. 역 부근에는 여러 버스 노선이 다니는 정류장이 있는데 공항까지 가는 볼라버스 (Volabus) 노선과, 제노바 박람회장에서 전시회 및 박람회가 열릴 때마다 케네디 광장까지 운행되는 10번 버스 노선이 이곳을 종점으로 삼는다.

### 역 개통일
| 순서 (동-서) | 역                       | 개통일           |
| ------------ | ------------------------ | ---------------- |
| 1            | 브린                     | 1990년 6월 13일  |
| 2            | 디네그로                 | 1990년 6월 13일  |
| 3            | 프린치페                 | 1992년 7월 13일  |
| 4            | 다르세나                 | 2003년 8월 7일   |
| 5            | 산 조르조                | 2003년 8월 7일   |
| 6            | 사르차노/산타고스티노 역 | 2006년 4월 3일   |
| 7            | 데 페라리                | 2005년 2월 4일   |
| 8            | 브리뇰레                 | 2012년 12월 22일 |

### 역간 거리
| 구간                | 거리   |
| ------------------- | ------ |
| 브린-디네그로       | 2,5 km |
| 디네그로-프린치페   | 0,5 km |
| 프린치페-다르세나   | 0,6 km |
| 다르세나-산 조르조  | 0,7 km |
| 산 조르조-데 페라리 | 1,2 km |
| 데 페라리-브리뇰레  | 1,6 km |

## 같이 보기
- 도시 철도 목록

## 참고 문헌
- Paolo Gassani: Genova verso la metropolitana leggera. In: ″I Treni Oggi″ Nr. 27 (1983년 2월), p. 11–13.